# Воспоминание о монастыре
«Воспоминание о монастыре» (иногда встречается перевод «Воспоминания о монастыре») — роман Жозе Сарамаго. Книга повествует о любви ветерана-калеки Балтазара Семь Солнц и ведуньи Блимунды Семь Лун, разворачивающейся на фоне эпического строительства монастыря в Мафре в первой половине XVIII в. Обрисовав удручающее положение простонародья в позднефеодальной Португалии со всесильным влиянием Католической церкви, Сарамаго упрочил своё положение на левом литературном фланге. Роман насыщен историческими деталями и персонажами.

## Сюжет
Главой сюжетной линией являются отношения Балтазара Семь Солнц и Блимунды Семь Лун. Балтазар возвращается в Лиссабон с войны, на которой он потерял кисть левой руки. Там его окликает незнакомка, позднее оказывается, что её зовут Блимунда. Священник Бартоломеу Лоренсу де Гусман сочетает их браком и даёт Блимунде прозвище «Семь Лун». Блимунда обладает особым даром — она способна смотреть «внутрь» людей. Отец Бартоломеу увлекается строительством летающей машины и берёт Балтазара с женой в помощники. Балтазар строит деревянный каркас машины, однако чтобы поднять её в воздух необходимы людские воли. Поэтому в дело вступает Блимунда со своими сверхъестественными способностями. Время от времени в сарай, где ведутся работы заходит музыкант Доменико Скарлатти, который становится посвящённым в тайну летающей машины. Утомительные работы вскоре приводят к результату и пассарола готова к полёту. Слухи о деятельности Бартоломеу Лоренсу де Гусмана дошли до инквизиции, и та начала его преследование. Тройке изобретателей удалось спастись с помощью своей машины, они долетели до горы Монте-Жунто. Бартоломеу говорит, что если ему суждено сгореть на костре, то пусть это будет костёр из пассаролы и поджигает ту. Балтазару и Блимунде удаётся её потушить, после чего Бартоломеу убегает в лес. Героям не удаётся найти его и они отправляются в Мафру, место где родился Балтазар и где сейчас идёт строительство монастыря. Время от времени Бальтазар возвращается к Монте-Жунто для проверки состояния пассаролы. Однажды во время такой проверки машина случайно взлетает в воздух и уносит с собой Балтазара. Блимунда проводит много лет в поисках возлюбленного, обходит всю Португалию, и в конце концов ей удаётся увидеть среди приговорённых к сожжению на костре Балтазара. Тот умирает, а Блимунда забирает его волю: «Рассталась с телом воля Балтазара Семь Солнц, но не вознеслась она к звёздам, ибо земле принадлежала и Блимунде».